# الدين في روما القديمة

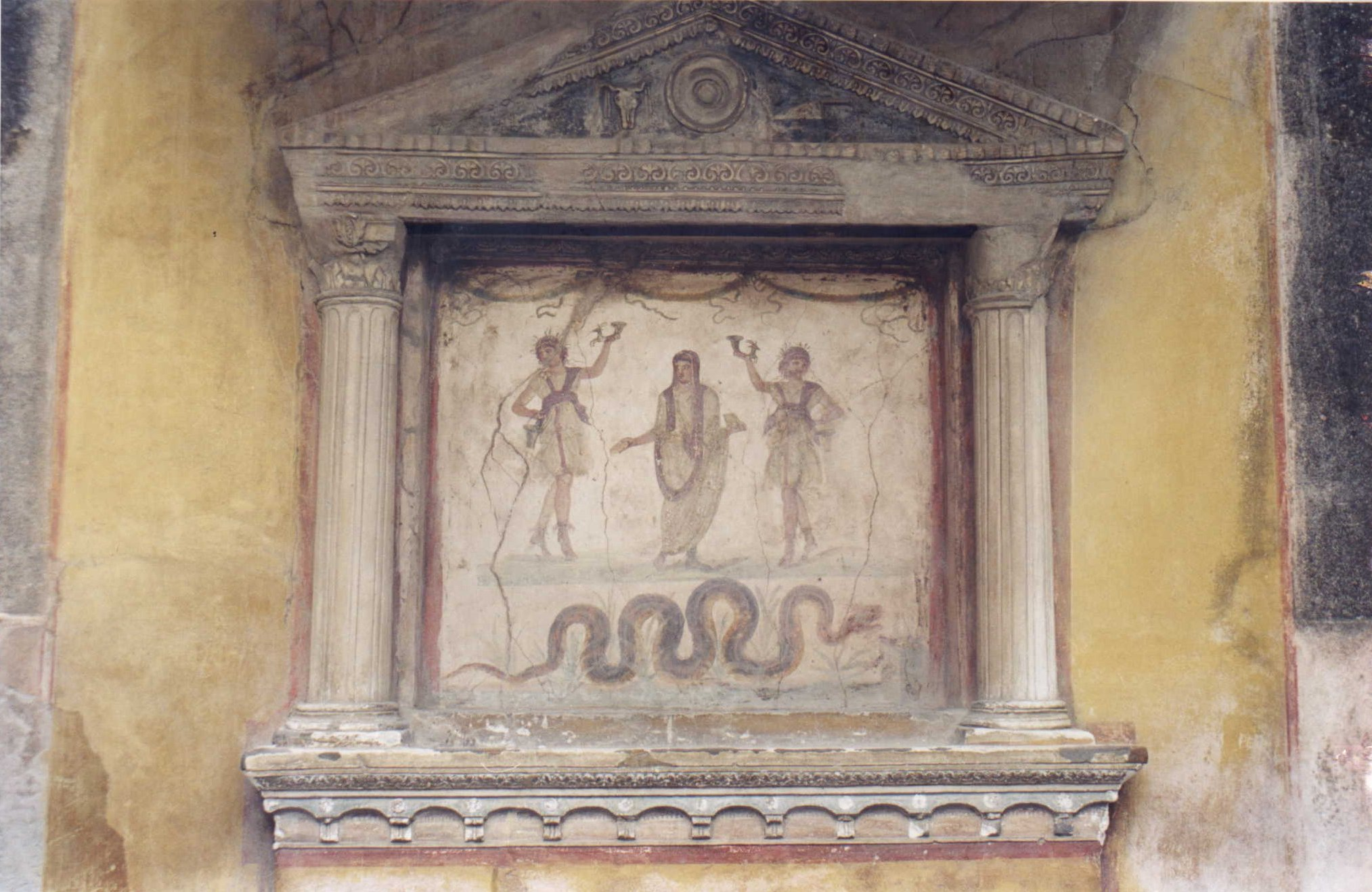
صورة لاراريوم روماني من القرن الأول من بيت فيتي في بومبي.

الدين في روما القديمة يحمل في طياته مختلف الممارسات والمعتقدات التي اعتبرها الرومانيون القدماء خاصة بهم، بالإضافة إلى العقائد العديدة التي آمنت بها الشعوب التي خضعت للحكم الروماني.
وكان الرومان[ ؟ ] يعتبرون أنفسهم شعبًا متدينًا جدًا، وكانوا ينسبون نجاحاتهم كقوة عالمية لورعهم (ورع) والذي أدى إلى الحفاظ على وجود علاقات جيدة مع الآلهة. ووفقًا لـ التاريخ الأسطوري، فإن معظم المؤسسات الدينية في روما يمكن تعقبها حتى مؤسسيها، لاسيما نوما بومبيليوس وسابينيون ثاني ملوك روما وكان يتباحث مع الآلهة مباشرةً. وكان هذا الدين القديم أساس للـموس مايورام (mos maiorum)، «طريقة الأسلاف» أو ببساطة «العُرف»، وكان هذا أساسًا للهوية الرومانية.
وكان يتنصب لمنصب القساوسة في الديانات العامة أعضاء في طبقات الصفوة. ولم يكن هناك مبدأ يشبه مبدأ «انفصال الكنيسة عن الدولة» في روما القديمة. وفي أثناء الجمهورية الرومانية (509 قبل الميلاد–27 قبل الميلاد)، عَمِلَ المسئولون المنتخَبون كعرافين وأحبار. وكان القساوسة يتزوجون وينشئون عائلات ويشاركون في الحياة السياسة مشاركة فاعلة. وكان يوليوس قيصر كبير هيئة الأحبار (Pontifex Maximus) قبل انتخابه لتولي منصب الـقنصل[ ؟ ]. وكان العرافون يقرؤون وصايا الآلهة ويراقبون ترك علامات على الحدود لعكس النظام الكوني، ومن ثم فكانوا يسمحون بالـتوسعية الرومانية كأمر من القدر الإلهي. وكانوا يرجعون الانتصار الروماني لتدينهم حيث إن الانتصار العام الذي تمتعوا به كان عرضًا للورع والاستعداد الذي يتأهبون به لخدمة المصلحة العامة بإهداء جزء من غنائم الحروب إلى الآلهة، خاصًة الإله يوبيتر الذي يجسد الحكم العادل. وكنتيجة للحروب البونيقية (264–146 قبل الميلاد)، حين ناضلت روما لبناء نفسها كقوة عظمى، بنيت الكثير من المعابد على يد القُضاة وفاءً بالوعد الذي تم قطعه للآلهة لضمان نجاحهم العسكري.
لذا فقد كان الدين الروماني دينًا عمليًا وعقديًا، يرتكز على مبدأ (do ut des) «أنا أعطيك الذي قد تعطيه.» واستند الدين إلى المعرفة والممارسة الصحيحة للصلوات والطقوس والتضحية (تقديم القرابين)، ولم يكن يستند إلى إيمانٍ أو عقيدة، وعلى الرغم من ذلك فإن الأدب اللاتيني حَفِظَ اهتمامهم بالطبيعة الإلهية وعلاقتها بشؤون الإنسان. وحتى أكثر مفكري الصفوة الرومان ريبةً وشكًا، مثل شيشرون، والذي كان عرافًا، كانوا ينظرون إلى الدين كمصدر يحفظ النظام الاجتماعي.
أما بالنسبة لعامة الرومان، فقد كان الدين جزءًا من حياتهم اليومية. وكان لدى كل بيت مكان مقدس يؤدون فيه الصلاة ويقدمون فيه المشروبات للآلهة المحلية. وكانت الأضرحة في المناطق المجاورة والأماكن المقدسة كالينابيع والبساتين تملأ المدينة. ولاحظ لوكيوس أبوليوس تمسك الناس بالدين في حياتهم اليومية بعد مراقبة أفعالهم عند المرور بمكان مقدس فكان البعض يردد العهوم والبعض يقدم الفاكهة كقربان وهناك من كان يجلس لفترة قبل مواصلة الطريق. وكان التقويم الروماني مقسمًا حسب المناسبات الدينية. وفي عصر الإمبراطورية تم تكريس 135 يومًا في السنة للمهرجانات الدينية وألعاب.(اللودي) (ludi) . وشارك كل من النساء والعبيد والأطفال على حد سواء في الأنشطة الدينية المختلفة. وكانت هناك بعض الطقوس العامة التي لم يكن ليمارسها سوى النساء، وشكل النساء ما يمكن اعتبارة أكثر اشكال الكهنوتية الرومانية شهرةً، وهي كهنوتية «عذارى الفيستال» التي كانت مدعومة من الحكومة آنذاك، والتي تولت عناية روما لقرونٍ عِدة حتى انفرط عقدهم عند دخول المسيحية البلاد.
ويشتهر الرومان بعبادتهم لعدد كبير من الآلهة، حتى نال ذلك الأمر سخرية الجدل المسيحي. وأثَّر وجود اليونانيون في شبه الجزيرة الإيطالية منذ أوائل الفترات التاريخية على الثقافة الرومانية، حيث قدموا بعض الممارسات الدينية التي أصبحت بعد ذلك نقاطًا جوهرية في عقيدة أبوللو[ ؟ ]. وبحث الرومان عن أساس مشترك بين آلهتهم وآلهة اليونانيين، فتبنوا الأساطير اليونانية وصور القديسين ومزجوها في الأدب اللاتيني والفن الروماني. وكان للديانة الإترورية (Etruscan religion) عظيم الأثر، لاسيما في ممارسات العرافين وكان ذلك منذ تولي الملوك الإتروسكان عرش البلاد.
وجاءت الديانات الغامضة لتُقدم مفاهيم عن الخلاص في الحياة الأخرى، وكانت بمثابة تقدير شخصي للفرد وتتم ممارستها إضافةً لللطقوس العائلية (sacra gentilicia) ضُمن الديانة العامة. وتضمنت تلك الديانات الغامضة على أنواع من القسم الحصرية لها والسحر، وهي حالات كان ينظر لها الرومان المحافظون في ريبٍ وشك باعتبارها خاصية من خواص "السحر ومؤامرة (كونيوراتيو) (coniuratio) والأعمال التخريبية. وكانت هناك بعض المحاولات المتقطعة وأحيانًا المتوحشة لقمع هذه الطقوس التي من شأنها تهديد الوحدة والأخلاقيات التقليدية، كما كان الأمر مع جهود مجلس الشيوخ الروماني لحصر عيد الباخوس في عام 186 قبل الميلاد.
وكانت سياسة الرومان في أثناء توسع سلطانهم وشمول حكمهم على دول البحر المتوسط هي معرفة آلهة وعقائد الشعوب الأخرى وليس القضاء عليها أو استئصال شأفتها، وذلك لأنهم كانوا مؤمنين بأن الحفاظ على التقاليد سبيل من شأنه تعزيز استقرار المجتمع. وكان الرومانيون يختلطون بالشعوب المختلفة عن طريق تشجيع التراث الديني لدى تلك الشعوب، وبناء معابد للآلهة المحلية في إطار يتفق واعتقاداتهم في الديانة الرومانية. وتسجل النقوش المحفورة حول الإمبراطورية عبادة الآلهة المحلية وآلهة اليونان جنبًا إلى جنب، كما سجلت الإهداءات التي قدمها الرومان للآلهة المحلية. ومع توسع الإمبراطورية الرومانية، ظهرت آلهة عالمية عديدة تبنتها روما ووصلت بهذه الآلهة إلى مختلف الولايات الرومانية وأبعدها، من ضِمن هذه الآلهة كان كوبيلي وإيزيس وإيبونا وآلهة الوحودية الشمس منها الميثرانية وسول إنفكتوس وقد عُثِرَ عليهما بعيدًا في بريطانيا الرومانية. ولأن الرومانيين لم يلتزموا قط بعبادة إله واحد أو ينتموا لعقيدة وحيدة لم يكن مفهوم التسامح الديني كما هو في المنظومات التوحيدية الأخرى. وشكلت الصرامة التوحيدية عند اليهودية بعض الصعاب لسياسات روما والتي تم حلها في أوقات ما بتقديم تنازلات أو منح بعض الامتيازات وفي حالاتٍ أخرى أدت إلى صراعات عنيفة.
وفي غمار انهيار الجمهورية، تم تبني دين رسمي للدولة لدعم حكم الأباطرة الجدد. وبرر اغسطس وهو أول إمبراطور روماني ابتكار حكم الرجل الواحد بعِدة برامج ترمي إلى الإصلاح والإحياء الديني. وكان في بادئ الأمر يتم قسم الولاء العام لصالح أمن الجمهورية، أما تحت حكم أغسطس فإنه يُقسم لصالح رفاهية الإمبراطور. وانتشرت فكرة «عبادة الإمبراطور» على نطاق واسع من التقليد الروماني تبجيل الموتى من الأسلاف وتوقير جنيوس (Genius)، وكذلك الإله الحارس لكل فرد. وأصبحت العقيدة الإمبراطورية واحدة من طرق إعلان الرومان لسطوتهم على الولايات وتأكيد للهوية الثقافية المشتركة والولاء حول الإمبراطورية وأنحاءها. وكان رفض الدين الرسمي للإمبراطورية بمثابة خيانة. وكان ذلك في غِمار الصراع الروماني مع الديانة المسيحية والتي اعتبرها الرومان شكلاً من أشكال الإلحاد وخرافات جديدة.
ومع بداية القرن الثاني، بدأ آباء الكنيسة بشجب مختلف الممارسات الدينية التي يقوم بها الناس في أنحاء الإمبراطورية ووصفوها بالـ«وثنية». وفي بداية القرن الرابع، كان قسطنطين الأول أول إمبراطور يعتنق المسيحية وبدأ عصر الهيمنة المسيحية. وقام الإمبراطور يوليان المرتد بمحاولة دامت لفترة قصيرة لإحياء الديانة الهلينية وللتأكيد على الوضع الخاص الذي تحتله الديانة اليهودية، بيد أنه في عام 391 وتحت حكم ثيودوسيوس الأول أصبحت المسيحية هي الدين الرسمي لروما وتم التخلص من الديانات الأخرى. وتم رفض الالتماسات التي قدمها السيناتور سيماخوس (Quintus Aurelius Symmachus) (توفى في عام 402) والتي ناشد فيها بالتسامح الديني، وبذلك أصبحت المسيحية التوحيدية علامة بارزة لهيمنة الإمبراطورية. وتعرض الهراطقة وغيرهم من غير المسيحيين إلى الإبعاد عن الحياة العامة والاضطهاد، بيد أن الطقوس الدينية الأصلية لروما قبل المسيحية تركت آثارًا واضحة على الطقوس المسيحية، وظلت بعض المعتقدات التي سبقت المسيحية تمارس سطوتها على الأعياد المسيحية والتقاليد المحلية.

## نظرة عامة
كانت مناصب الكهنوت في الدين العام يشغلها أعضاء الطبقات النخبوية. لم يكن في روما القديمة مبدأ يشبه فصل الدين عن الدولة. في عهد الجمهورية الرومانية (509–27 قبل الميلاد)، كان الرجال الذين يُنتخبون للمناصب العامة هم الرجال الذين يعملون في العرافة والكهانة. كان الكهنة يتزوجون، وينشؤون أسرًا، ويعيشون حياةً ناشطةً سياسيًا. قبل أن يصبح يوليوس قيصر قنصلًا، كان الحبر الأعظم في روما.
كان العرّافون يقرؤون إرادة الآلهة ويشرفون على تحديد الحدود بوصفها انعكاسًا للنظام الكوني، جاعلين بذلك التوسعية الرومانية قضية قدرية إلهية. كان الانتصار الروماني في جوهره تقدمًا دينيًا، يظهر فيه الجنرال المنتصر تقواه وإرادته لخدمة الناس بتقديم جزءٍ من غنائمه للآلهة، ومنهم جوبيتر، الذي يمثل الحكم العدل. نتيجة للحروب البونيقية (264–146 بعد الميلاد)، صارت روما إذا انتصرت في معركة، بنت كثيرًا من المعابد المكرسة للآلهة من أجل تحقيق نذر للآلهة بتأكيد نجاحهم العسكري.
مع تقدم الرومان وتوسع دولتهم في حوض البحر الأبيض المتوسط، صارت سياستهم في الحروب امتصاص آلهة الشعوب الأخرى وعباداتها لا إنهاءها وتدميرها، إذ كانوا يؤمنون بأن الحفاظ على التراث يحفظ استقرار المجتمع. كان من الطرائق التي يُشرك بها الرومان شعوبًا مختلفة أن يدعموا آثارهم الدينية ويبنوا معابد للآلهة المحلية تمثل لاهوتها ضمن هرمية الآلهة في الدين الروماني. توثق النقوش في أرجاء الإمبراطورية عبادة الآلهة الرومانية إلى جانب الآلهة المحلية، وتوثق تكريسات من الرومان لآلهة محلية أيضًا.
مع صعود الإمبراطورية، عُبدت آلهة عالمية كثيرة في روما ووصلت إلى أبعد المحافظات، مثل سيبيل، وإيزيس، وإيبونا، وآلهة الشمس التوحيدية مثل ميثرا وسول إنفكتوس، التي وُجدت في بريطانيا الرومانية. جذبت الأديان الغريبة يومًا بعد يوم أتباعًا من الرومان الذين كان أسلافهم يعبدون آلهة أخرى في الإمبراطورية. كانت الأديان الأسرارية المستوردة التي تضمن لأصحابها النجاة في الآخرة قضيةَ حرية شخصية، يتدين المرء بها إلى جانب شعائر عائلته والدين العام. ولكن الأسرار كان فيها أقسام خاصة وأسرار، وهي شروط كان يرتاب فيها الرومان المحافظون ويعدونها ضربًا من ضروب السحر أو المؤامرة أو التخريب. كانت تحدث بين الحين والآخر محاولات وحشية لقمع رجال الدين الذين يظهر أنهم يهددون الأخلاق التقليدية والوحدة، كما كان في جهود مجلس الشيوخ للحد من أعياد باخوس في عام 186 قبل الميلاد. ولأن الرومان لم يلتزموا يومًا بعبادة رب واحد أو دين مدينة واحدة، لم يكن التسامح الديني عندهم قضية بمعنى وجود أنظمة دينية توحيدية متنافسة. لذا صعب على الرومان قبول الصرامة التوحيدية اليهودية، فكانوا أحيانًا يلجؤون إلى التسوية وتقديم استثناءات خاصة، وكان هذا أحيانًا أخرى يقود إلى الصراع. ساعدت النقاشات الدينية بين اليهود والرومان في إشعال نار الحرب اليهودية الرومانية الأولى وثورة بار كوخبا.
مع انهيار الجمهورية الرومانية، تغير دين الدولة ليلائم نظام الحكم الجديد، وهو الإمبراطورية. استدلّ أغسطس، أول إمبراطور روماني، على بدعة الحاكم الواحد، بنظام إحياء وتجديد ديني واسع. صارت العهود العامة، التي كانت تقام من قَبل من أجل حماية الجمهورية، تُقام من أجل رفاهية الإمبراطور. توسعت عبادة الإمبراطور توسّعًا هائلًا في الدين الروماني، وضمت عبادة الأسلاف الموتى والعباقرة، والاعتقاد بالوصاية الإلهية على كل فرد. أصبحت الشعائر الإمبراطورية واحدة من الطرق التي نشرت فيها روما وجودها في المحافظات حتى جعلتها هوية مشتركة وعلامة ولاء في الإمبراطورية. كان رفض دين الدولة خيانةً لها. هذا هو السياق الذي صارعت فيها روما الديانة المسيحية، التي كان ينظر إليها معظم الرومان على أنها إلحاد أو بدعة خرافية. في النهاية، انتهى أمر الوثنية الرومانية مع تبني المسيحية بوصفها الديانة الرسمية للإمبراطورية الرومانية.

## الأساطير المؤسسة والقدر الإلهي
إن التراث الأسطوري الروماني غنيٌّ جدًا بالأساطير التاريخية التي تروي تأسيس مدينة روما. تركز هذه القصص على عوامل بشرية، تتدخل الآلهة فيها بين الحين والآخر، وفيها اعتقاد عام بالقدر الإلهي. كان التاريخ والأسطورة في أول عهد روما أمرين يصعب الفصل بينهما.
تذكر الأساطير أن لروما سلفًا أسطوريًا شبه إله من اللاجئين من حصار طروادة، هو آينياس بن فينوس، الذي يُقال إنه أسس نواة الدين الروماني عندما جلب البلاديوم ولار وبيناتس من طروادة إلى إيطاليا. يُعتقد أن هذه التماثيل بقيت في التاريخ في حفظ عذارى فستال، وهنّ الراهبات الروميات الإناث. يذكر الكتاب الكلاسيكيون أن آينياس لجأ عن الملك إيفندر البلانتيومي، وهو منفيّ إغريفي من أركاديا، تُنسب إليه عدة مؤسسات دينية أخرى: هو الذي أسس المذبح الأعظم لهرقل في المكان الذي أصبح بعد ذلك ندوة فورم بوريوم، وكما يروي الرواة، كان أول من احتفل بمهرجان اللوبركاليا، وهو مهرجان قديم يُقام في فبراير كان يقام في القرن الخامس من التقويم المسيحي.
أُلّفت رواية التأسيس بحصان طروادة تحت تأثير إغريقي من مصدرين: علم الأنساب المدروس (للملوك اللاتينيين من ألبا لونغا)، وأسطورة تأسيس روما المعروفة التي أسسها فيها رومولوس وريموس. تظهر أشيَع الروايات من قصة التوءمين عدة عناصر من أسطورة البطل. كانت أم الأخوين، ريا سيلفيا، قد أمرها عمها الملك بأن تبقى عذراء، حتى تحافظ على العرش الذي ورثه عن أبيها. لكن الإله مارس تدخل، وعاد الطريق مستقيمًا عندما حملت ريا سيلفيا. ولدت توءمين، كان أمرهما مكشوفًا للملك ولكن سلسلة من المعجزات حفظتهما.
استعاد رومولوس وريموس عرش جدهما ومضيا ليبنيا مدينة جديدة، بعد أن استشارا الآلهة بالعرافة، وهي مؤسسة دينية رومية يبدو أنها قديمة قدَم روما. تشاجر الأخوان وهما يبنيان أسوار المدينة، وقتل رومولوس أخاه ريموس، ويُرى هذا الفعل أحيانًا على أنه قربان أو تضحية. وهكذا، أصبح قتل الأخ عنصرًا مهمًا في الأسطورة المؤسسة لروما.
يُنسَب إلى رومولوس إقامة عدة مؤسسات دينية. فهو الذي أسس مهرجان كونسواليا، ودعا السابيين وهم جيرانه إلى المشاركة، ولكن اغتصاب رجال رومولوس امرأةً سابيّة جسد العنف والكبت الثقافي في أسطورة الأصول الرومية. ولأنه جنرال منتصر، فالمفترض أن رومولوس أقام أول معبد في روما للإله جوبيتر فيريتريوس، وقرب له الغنائم الأولى التي غنمها من الحرب، في الاحتفال بأول انتصار روماني. مات رومولوس موتًا طبيعيًا، ولكنه بعد موته صار روحًا وأُلِّه.
كان خليفته السابي نوما تقيًا مسالمًا، وتُنسب إليه عدة مؤسسات دينية وسياسية، منها تأسيس أول تقويم روماني، وكهانة الفلامن والساليين والفستالات، وعبادة جوبيتر ومارس وكويرينس، ومعبد يانوس، الذي بقيت أبوابه مفتوحة في أيام الحرب ولكنه بقي في عهد نوما مغلقًا. بعد موت نوما، فتحت أبواب معبد يانوس حتى عهد أغسطس.
ارتبط كل ملوك روما الأسطوريون وأشباه الأسطوريين بمؤسسة دينية أو عدة مؤسسات دينية بقيت مستمرة حتى آخر أيام الجمهورية. أقام تولوس هوستيليوس وأنكوس ماركيوس نوعًا خاصًا من الكهنة المكرسين للإله جوبيتر. أسس أول الملوك الغرباء لوسيوس تاركوينوس بريسكوس الأتروري معبدًا لثالوث كابيتولين، جوبيتر وجونو ومينرقا، وكانت عبادة هؤلاء أهم العبادات في العالم الروماني. أسس الأب الإلهي سيرفيوس توليوس العصبة اللاتينية، ومعبد أفنتين لعبادة ديانا، ومهرجان الكومبيتاليا حتى تذكر إصلاحاته الاجتماعية. قُتل سيرفيوس توليوس وخلفه المستبد تاركوينيوس سوبربوس، الذي كان عزلُه بدايةً لجمهورية روما التي يُنتخب فيها كل سنة نوّاب وممثلون.
يرى المؤرخون الرومان أن قواعد دين الجمهورية أُتمّت مع نهاية عهد نوما، وأقرّها بعد ذلك شعب ومجلس شيوخ روما: طوبوغرافيا المدينة، وصروحها ومعابدها، وتاريخ أسرها البارزة، وتراثها الشفهي والشعائري. وذكر سيسيرو أن الرومان كانوا يعدّون أنفسهم أكثر الناس تديّنًا، وأن صعودهم للسيطرة على المناطق الأخرى كان دليلًا على تفضيل الإله إياهم لذلك السبب.

## تأسيس الأساطير والقدر الإلهي
التقليد الأسطوري الروماني غني بشكل خاص بالأساطير التاريخية المتعلقة بتأسيس المدينة ونهضتها. تركز هذه الروايات على الجهات الفاعلة البشرية، مع تدخل نادر من الآلهة ولكن مع إحساس كبير بالمصير المرتَّب من الإله. يصعب التمييز بين التاريخ والأسطورة خلال الفترة المبكرة من تاريخ روما.
وفقًا للأساطير، كان لروما سلف شبه إلهي يتثمل بلاجئ طروادة أينياس، ابن فينوس، الذي قيل إنه أسس نواة الدين الروماني عندما أحضر بالاديوم ولار وبيناتس من طروادة إلى إيطاليا. ويعتقد أن هذه الكائنات في العصور التاريخية كانت في حفظ عذارى فستال، كاهنات روما الإناث. مُنح أينياس اللجوء، وفقًا للكتّاب الكلاسيكيين، من قبل الملك إيفاندر، بعد نفيه اليوناني من أركاديا، ونسب إليه تأسيس أمور دينية أخرى: أسس آرا ماكسيما، «المذبح الأعظم»، لأجل هرقل في الموقع الذي سيصبح منتدى بواريوم، وهكذا سرت الأسطورة، وكان أول من احتفل بلوبركاليا، وهو مهرجان عتيق كان يقام في فبراير حتى أواخر القرن الخامس في الحقبة المسيحية.
جرى التوفيق بين أسطورة طروادة والتأثير اليوناني من خلال علم الأنساب (الملوك اللاتينيون لألبا لونغا) مع الأسطورة المعروفة لتأسيس روما من قبل رومولوس ورموس. تقدم النسخة الأكثر شيوعًا من قصة التوأم العديد من جوانب أسطورة البطل. أُمرت أمهما، ريا سيلفيا، بالبقاء عذراء من قبل عمها الملك، من أجل الحفاظ على العرش الذي اغتصبه من والدها. من خلال التدخل الإلهي، جرت استعادة الخط الصحيح للحكم حين حملت ريا سيلفيا عن طريق الإله مارس. وأنجبت توأمًا، تعرضا للقمع بأمر من الملك ولكنهما أُنقذا من خلال سلسلة من الأحداث الإعجازية.
استعاد رومولوس ورموس عرش جدهما واستعدا لبناء مدينة جديدة، والتشاور مع الآلهة من خلال توسم الطير، وهي مؤسسة دينية مميزة في روما، والتي تًصور على أنها موجودة منذ أقدم العصور. يختلف الأخوان أثناء بناء أسوار المدينة، ويقتل رومولوس أخاه رموس، وهو عمل يُنظر إليه أحيانًا على أنه تقديم قربان. وهكذا أصبح قتل الأشقاء جزءًا لا يتجزأ من أسطورة روما التأسيسية.
كان لرومولوس الفضل في العديد من المؤسسات الدينية. أسس مهرجان كونسوليا، ودعا جيرانه السابيين للمشاركة. ثم الاغتصاب الذي تلا ذلك لنساء السابيين من قبل رجال رومولوس والذي جعل من العنف والاندماج الثقافي جزءًا من أسطورة روما. بصفته قائدًا ناجحًا، من المفترض أيضًا أن يكون رومولوس قد أسس أول معبد في روما لجوبيتر وقدم سبويلا أوبيما، وهو نظام الغنائم الرئيسية التي تؤخذ في الحرب، احتفالًا بالنصر الروماني الأول. حافظ على حياة شخص أيضًا، ما يجعل رومولوس مؤلهًا بشكل غامض.
كان خليفته نوما من السابيين تقيًا ومسالمًا، وكان له الفضل في العديد من المؤسسات السياسية والدينية، بما في ذلك التقويم الروماني الأول؛ وكهنوت السالاي والفلامين والفستال؛ وطوائف جوبيتر ومارس وكويرينوس؛ ومعبد يانوس، الذي ظلت أبوابه مفتوحة في أوقات الحرب ولكن في عهد نوما أغلقت. بعد وفاة نوما، من المفترض أن أبواب معبد يانوس ظلت مفتوحة حتى عهد أغسطس.
ارتبط كل من ملوك روما الأسطوريين أو شبه الأسطوريين بواحدة أو أكثر من المؤسسات الدينية التي بقيت معروفة في عهد الجمهورية اللاحقة. تولى تولوس هوستيليوس وأنكوس ماركيوس وضع كهنة فيتيال. أول ملك إتروسكاني أجنبي كان لوكيوس تاركوينيوس بريسكوس، وهو من أسس معبد ثالوث كابيتولين لجوبيتر وجونو ومينيرفا والذي كان بمثابة نموذج لأعلى ديانة رسمية في جميع أنحاء العالم الروماني. أسس سيرفيوس توليوس، ابن الإله، العصبة اللاتينية، ومعبد أفنتين المكرس لديانا، ومهرجان الكمبيتاليا ليحتفل بإصلاحاته الاجتماعية. قُتل سيرفيوس توليوس وخلفه في الحكم تاركوينيوس سوبربوس الملقب بالفخور، الذي خلع من الحكم وكان هذا الحدث بمثابة بداية لروما كجمهورية مع حكام ينتخبون سنويًا.
اعتبر المؤرخون الرومان أساسيات الدين الجمهوري مكتملة بحلول نهاية عهد نوما، وهو ما أكده شعب ومجلس شيوخ روما كحق وشرع: الطبوغرافيا المقدسة للمدينة وآثارها ومعابدها وتاريخ العائلات النبيلة في روما، والتقاليد الشفوية والشعائر. ووفقًا لشيشرون، اعتبر الرومان أنفسهم الأكثر تديناً بين جميع الشعوب، وكان صعودهم إلى الهيمنة دليلاً على أنهم حصلوا على الحظوة الإلهية في المقابل.

## الآلهة الرومانية
لا توجد في روما أسطورة خلق أصلية، ولا يشرح تأريخ الأساطير سوى القليل عن طبيعة الآلهة، وعلاقاتها المتبادلة أو تفاعلها مع العالم البشري، لكن اللاهوت الروماني أقر أن الآلهة الخالدة حكمت جميع عوالم السماوات والأرض. وكانت هناك آلهة للسماوات العليا، وآلهة للعالم السفلي وعدد كبير من الآلهة بين العالمين. بعض هذه الآلهة فضلت روما لأنها كرمتهم، ولم تكن تلك الآلهة أجنبية في أصولها. تطلب التماسك السياسي والثقافي والديني لدولة رومانية عظمى ناشئة شبكة واسعة ومرنة من الطوائف الشرعية. في أوقات مختلفة وفي أماكن مختلفة، اتسعت دائرة التأثير والطبيعة والوظائف للكائن الإلهي، وتداخلت مع تأثير وطبيعة ووظائف الأخرين، وأعيد تعريفها لتكون رومانية. ودمج هذا التغيير ضمن التقاليد التي كانت موجودة.
تطورت عدة نسخ من هيكلية البانثيون (مجموعة الآلهة) شبه الرسمية أثناء عدم الاستقرار السياسي والاجتماعي والديني في العصر الجمهوري المتأخر. جوبيتر، وهو الأقوى بين جميع الآلهة و«ينبوع الرعاية التي ترتكز عليها علاقة المدينة بالآلهة»، جسّد باستمرار السلطة الإلهية لأعلى مناصب روما والتنظيم الداخلي والعلاقات الخارجية. خلال العصور القديمة والمبكرة للجمهوريين، شارك معبده وبعض جوانب العبادة والعديد من الخصائص الإلهية مع مارس وكويرينوس، الذين استُبدلوا لاحقًا بجونو ومينيرفا. يمكن الإشارة إلى النزعة المفاهيمية تجاه الثالوث من خلال الثالوث الزراعي أو الشعبي في وقت لاحق للآلهة سيرس وليبر وليبرا، وبعض المجموعات الإلهية الثلاثية التكميلية للديانة الإمبراطورية. يمكن للآلهة الرئيسية والثانوية الأخرى أن تكون عازبة أو مقترنة أو مرتبطة بأثر رجعي من خلال أساطير الزواج الإلهي والمغامرة الجنسية. هذه التسلسلات الهرمية الرومانية الواحدية اللاحقة هي جزئيًا أدبية وتأريخ أسطوري، وإبداعات فلسفية، وذات أصول يونانية غالبًا. عملت هلينة الأدب والثقافة اللاتينيتين على إمداد نماذج أدبية وفنية لإعادة تفسير الآلهة الرومانية في ضوء الآلهة الأولمبيين الاثني عشر عند الإغريق، وعززت الشعور بأن الحضارتين كان لهما تراث مشترك.

الشعائر الملفتة والمكلفة والمركزة على آلهة الدولة الرومانية كانت منتشرة أكثر بكثير في الحياة اليومية ضمن الاحتفالات الدينية الشائعة المتعلقة بآلهة الفرد الشخصية والمنزلية، والآلهة الراعية للأحياء والمجتمعات المختلفة في روما، والمُزج الفريدة في كثير من الأحيان بين الطوائف الرسمية وغير الرسمية والمحلية والشخصية التي ميزت الدين الروماني الشرعي. بهذه الروح، فالمواطن الروماني من إقليم ما والذي قام برحلة طويلة من بوردو إلى إيطاليا للتشاور مع عرافة في تيبور لا يعد غير مخلص لإلهته في الوطن:
أتجول، لم أتوقف أبدًا عن المرور عبر العالم كله، لكنني أولاً وقبل كل شيء عابد مخلص لأونوفا. أنا في نهايات الأرض، لكن المسافة لا يمكن أن تغريني لأقدم عهودي لإلهة أخرى. نقلني حب الحقيقة إلى تيبور، لكن قوى أونوفا المواتية جاءت معي. وهكذا، أيتها الأم الإلهية، بعيدًا عن أرضي، في المنفى في إيطاليا، إليكِ أقدم عهودي وصلواتي كما كنتُ.